# Rómulo y Hersilia (Hasse)
 Rómulo y Hersilia  (título original en italiano,  Romolo ed Ersilia ) es una ópera en tres actos del compositor alemán Johann Adolph Hasse (Bergedorf, 1699 – Venecia, 1783) con libreto en italiano de Pietro Metastasio, cuyo estreno, con motivo de los esponsales entre el archiduque  Leopoldo II de Austria y la infanta española María Luisa de Borbón, tuvo lugar en el  Opernhoftheater de Innsbruck, el 6 de agosto de 1765. 

## Libreto
Las fuentes a las que acudió Metastasio para escribir el libreto fueron los trabajos de los 
historiadores romanos Dion Casio (Historia de Roma), Lucio Aneo Floro (Epítome), Tito Livio (Historia de Roma); y de los griegos Plutarco (Vidas paralelas) y Dionisio de Halicarnaso (Antigüedades romanas), 

El libreto es el vigésimo sexto de la producción de Metastasio, estando comprendido entre  Il trionfo di Clelia (1762) y  Ruggiero (1771).

## Personajes
| Personaje                                            | Tesitura   | Reparto el 6 de agosto de 1765 Director: Johann Adolph Hasse |
| ---------------------------------------------------- | ---------- | ------------------------------------------------------------ |
| Rómulo, rey fundador de Roma.                        | castrato   | Gaetano Guadagni                                             |
| Hersilia, princesa sabina, esposa de Rómulo.         | soprano    | Maria Anna Lucia De Amicis-Buonsollazzi                      |
| Acronte, pretendiente de Hersilia y rival de Rómulo. | castrato   | Gaspare Pacchierotti                                         |
| Ostilio, patricio romano enamorado de Valeria.       | sopranista | Luca Fabbris                                                 |
| Valeria, doncella despreciada por Acronte.           | soprano    | Maria Teresa Sartori Dupré                                   |
| Curzio, padre de Hersilia.                           | tenor      | Domenico Panzacchi                                           |

## Argumento

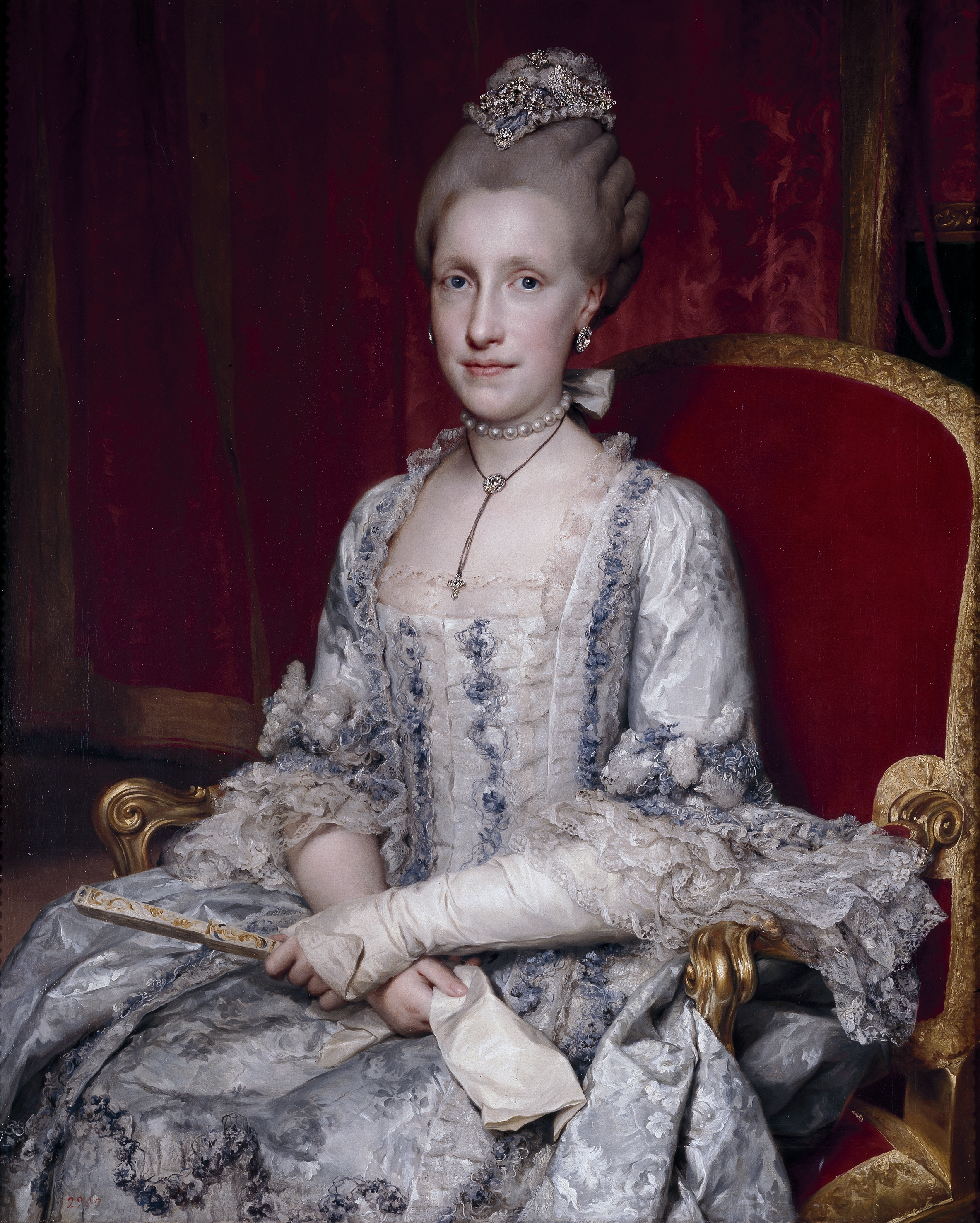
María Luisa de Borbón Emperatriz consorte del Sacro Imperio Romano GermánicoRafael Mengs (1770)

El extraordinario y afortunado valor de la intrépida juventud, que se recogió al formar la naciente Roma, llenó rápidamente de celosa emulación a todas las aguerridas naciones vecinas que conformaban el pueblo sabino. Los romanos se dieron cuenta rápidamente que la gloria de tan faustos comienzos sólo lo sería en el curso de una limitada época si no conseguían suplir la escasez de mujeres propias con esposas extranjeras, endulzando así con uniones de sangre el ánimo hostil de los pueblos vecinos, y estableciendo con una numerosa prole las vastas esperanzas de la naciente Roma. Así, solicitaron rápidamente por esposas a las doncellas sabinas, pero fueron agriamente rechazadas todas sus peticiones. Ofendidos por tan obstinadas negativas, empujados por el temor a extinguirse, y llevados por el ejemplo de los griegos, convinieron obtener por la fuerza lo que se les negaba suplicando; y aprovechando su asistencia a los Juegos anuales que en honor de Neptuno se celebraban en Roma, ejecutaron el célebre rapto, tan recordado durante muchos siglos.  

Rómulo, que había intentado en vano detener el ímpetu de un pueblo poco dócil aún, irritable y guerrero, supo utilizar bien sus reales virtudes en el transcurso de aquellos sucesos. Resguardó en lugar sagrado a las doncellas secuestradas, bajo la custodia de púdicas matronas; no dispuso de ellas hasta que, vencidas por la generosa acogida, por los afectuosos ruegos, por el respeto y los méritos de los esposos que se les ofrecían, consintieron voluntariamente a las propuestas de casamiento, que se realizaron luego, por orden suya, según sagrados rituales, con la mayor pompa que podía darse en aquellos tenues albores de Roma, y celebrados públicamente.   

Encontrábase entre las doncellas secuestradas la célebre Hersilia, hija de Curcio, príncipe de los antemnates, por claridad de sangre, por virtud y por belleza, muy superior a todas las demás, y, por tanto, según el deseo general, lógicamente destinada a Rómulo, ya prendado de sus cualidades. Pero firme ésta en las rígidas costumbres sabinas, disimulando así mismo la violenta propensión de su ánimo hacia el joven héroe, supo resistir al ejemplo seductor de las resignadas compañeras; y, sacrificando con ejemplar obediencia el propio albedrío al del paterno deseo, rehusó constantemente consentir la oferta de una boda real, sin una orden expresa de su padre.   

El obstinado rechazo de Curcio, la intransigencia de Hersilia, el poder y las insidias del noble Acronte, implacable enemigo de Rómulo y desesperado rival amoroso de éste, parecían obstáculos insuperables. Pero, triunfando finalmente sobre todos el grande, y no menos feliz, fundador de Roma, consigue inesperadamente las ansiadas nupcias, que conforman la trama principal de este drama.

## Influencia

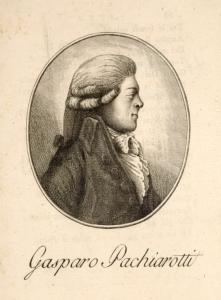
El castrato Gaspare Pacchierotti (1785)

Metastasio tuvo gran influencia sobre los compositores de ópera desde principios del siglo XVIII hasta comienzos del siglo XIX. Durante este periodo, los teatros de más renombre competían por representar las obras del ilustre italiano, y casi la totalidad de los compositores de renombre musicalizaron sus libretos, que el público esperaba ansioso. Rómulo y Hersilia sin embargo, fue utilizada por muy pocos compositores, sólo dos: Myslivecek y Hasse para componer otras tantas óperas que el paso del tiempo ha hecho caer en el olvido.